# Мерритт, Лашон
Лашон Мерритт (англ. LaShawn Merritt, род. 27 июня 1986 года) — американский легкоатлет, выступавший в беге на 400 метров. Трёхкратный олимпийский чемпион 2008 и 2016 годов, восьмикратный чемпион мира на дистанции 400 метров и в эстафете 4×400 метров, двукратный чемпион мира в эстафетных дисциплинах.

## Биография

### Начало карьеры
Родился и вырос в Портсмуте, штат Виргиния. Учился в школе Woodrow Wilson High School, после окончания которой поступил в Восточно-Каролинский университет. На тот момент уже успел серьёзно заявить о себе на международном уровне. На чемпионате мира среди юниоров в 2004 году Мерритт стал трёхкратным чемпионом: на его счету победы в беге на 400 метров, а также в эстафетах 4×100 и 4×400 метров (обе — с рекордами мира среди юниоров). 
Неудивительно, что уже в первый год обучения он подписал контракт с компанией Nike, что закрыло ему путь на студенческие соревнования (в США запрещено участие профессионалов в турнирах под эгидой Национальной студенческой ассоциации). В 2005-м он сменил Восточно-Каролинский университет на Old Dominion University в Норфолке, а заканчивал обучение в области управления бизнесом уже в Norfolk State University.
В 2005 году 19-летний Лашон отобрался в состав сборной США на чемпионат мира, заняв 4-е место на национальном отборе с результатом 44,73 на дистанции 400 метров. Непосредственно на мировом первенстве в Хельсинки ему доверили место в эстафете в предварительном забеге, но в финале вместо него бежал Джереми Уоринер, где команда США завоевала золотые медали.
В 2007-м впервые пробежал 400 метров быстрее 44 секунд (43,96). Это время он показал в финале чемпионата мира, но остался лишь вторым, проиграв почти полсекунды Уоринеру. В эстафете американцы объединили свои усилия, не оставив шансов своим соперникам в борьбе за золото (Мерритт на этот раз был в основном составе).

### 2008 год. Дуэль с Джереми Уоринером
2008 год в мировой лёгкой атлетике прошёл под знаком соперничества Мерритта и двукратного олимпийского чемпиона Джереми Уоринера. Именно в этот период их результаты и спортивная форма были максимально близки друг к другу, в результате чего каждый старт превращался в их мини-дуэль. Перед началом Олимпийских игр счёт в их противостоянии был 2:2, при этом две последние победы остались за Джереми. Однако на главном старте четырёхлетия борьбы не получилось. Лашон установил личный рекорд 43,75 и завоевал чемпионский титул с преимуществом в 0,99 секунды (самый большой отрыв в истории олимпийских финалов в беге на 400 метров). Эстафета ожидаемо была выиграна американцами, в составе которых бежали все три призёра в индивидуальном беге.
Финальные раунды противостояния двух американских спринтеров состоялись спустя несколько недель после олимпийского триумфа. На соревнованиях в Цюрихе Уоринер значительно опередил своего конкурента, выдав лучший результат в сезоне 43,82. Мерритт взял реванш в сентябре на Всемирном легкоатлетическом финале, обойдя оппонента на 1 сотую секунды.

### Победа на чемпионате мира и допинговая дисквалификация
В следующем сезоне накал противостояния постепенно стал угасать. Лашон прошёл его в качестве однозначного фаворита и добавил в свою копилку ещё две победы на чемпионате мира.
Однако в этот момент, когда карьера находилась на самом пике, Мерритт получил обвинение в использовании запрещённых препаратов. 22 апреля 2010 года стало известно, что в его допинг-пробах были обнаружены следы дегидроэпиандростерона. В ходе расследования спортсмен настаивал, что данное вещество попало в его организм случайно, вместе с препаратом для повышения потенции, а его вина лишь в том, что он невнимательно прочитал инструкцию. В результате дисквалификация составила 21 месяц вместо стандартных 24-х, а её срок начался с октября 2009 года (момента первой положительной пробы).

### Решение CAS по допуску на Олимпийские игры
Допинговая дисквалификация Лашона Мерритта и связанные с ней разбирательства имели важное значение для всего мирового спорта. До 2011 года в Олимпийской хартии действовало правило 45, согласно которому, спортсмен, отбывавший наказание за применение запрещённых веществ, не мог выступать на следующих Олимпийских играх после подобного инцидента. Таким образом, по правилам американец должен был пропустить Олимпийские игры 2012 года в Лондоне. Однако вместе со своими адвокатами ему удалось доказать, что это является двойным наказанием за одно нарушение, нарушая принцип non bis in idem, принятый в международном праве. Спортивный арбитражный суд (CAS) признал справедливым иск спортсмена и разрешил таким образом всем атлетам с допинговым прошлым участвовать в Олимпийских игр без ограничений.

### После дисквалификации
Возвращение на беговую дорожку для Мерритта состоялось в 2011 году, но не стало полностью триумфальным. На чемпионате мира в эстафете взял очередное золото, а в индивидуальном беге стал вторым, уступив молодому Кирани Джеймсу из Гренады. Их соперничество стало главной темой в беге на 400 метров в следующие 5 лет.
Олимпийские игры, за которые так отчаянно боролся Лашон, закончились для него бесславно. За две недели до их старта он потянул мышцы задней поверхности бедра на соревнованиях в Монако. Быстрой реабилитации не получилось, как итог — в Лондоне он сошёл с дистанции в предварительном забеге.
На чемпионате мира 2013 года благодаря личному рекорду в финале (43,74) выиграл своё 6-е золото, а после добавил победу в эстафете. Спустя два года на мировом первенстве в Пекине снова пробежал по лучшему результату в карьере (43,65), но проиграл восходящей звезде бега на 1 круг из ЮАР Вайде ван Никерку.
Олимпийские игры 2016 года принесли Лашону третье золото, добытое в эстафете. В личном зачёте в историческом финале он завоевал бронзу, уступив ван Никерку (который установил новый мировой рекорд) и Кирани Джеймсу.